# This Mortal Coil
This Mortal Coil è stato un progetto di Ivo Watts-Russell, presidente dell'etichetta discografica 4AD, fondato nel 1983. Dal momento che raccoglie membri di altri gruppi già esistenti, This Mortal Coil è da considerarsi un supergruppo.

## Storia
Watts-Russell e John Fryer erano gli unici due membri ufficiali del gruppo, ai quali si aggiungevano a rotazione un gran numero di artisti, la maggior parte dei quali sotto contratto con la 4AD. I lavori del gruppo consistono in brani prevalentemente cupi, molte cover di gruppi e artisti più o meno conosciuti come Big Star, The Apartments e Tim Buckley. Due canzoni dell'album It'll End in Tears sono cantate da Elizabeth Fraser del gruppo scozzese Cocteau Twins: si tratta delle cover dei brani Song To The Siren di Buckley e Another Day di Roy Harper.
Nel 1998 Watts-Russell ha creato un nuovo supergruppo simile a This Mortal Coil chiamato The Hope Blister che accoglie artisti come John Fryer e Louise Rutkowski.
Il nome This Mortal Coil proviene da un verso dell'Amleto di Shakespeare:
(Amleto, Atto III, Scena 1, linea 67)

## Formazione
- John Fryer
- Martin McCarrick
- Ivo Watts-Russell
- Simon Raymonde

## Discografia parziale

### Album in studio
- 1984 - It'll End in Tears (4AD/Warner)
- 1986 - Filigree & Shadow (4AD)
- 1991 - Blood (4AD)
- 1998 - ...smile's ok (Mammoth, realizzato come The Hope Blister)

### Raccolte
- 1989 - This Mortal Coil (Alex)
- 1993 - 1983-1991 (4AD)
- 1999 - Underarms (4AD, come The Hope Blister)
- 2006 - Underarms and Sideways (4AD, come The Hope Blister)

### EP
- 1983 - Sixteen Days/Gathering Dust (4AD)
- 1984 - Kangaroo/It'll End in Tears (4AD)
- 1986 - Come Here My Love/Drugs (4AD)
- 2012 - Dust & Guitars (4AD)